# Micropogonias altipinnis
Micropogonias altipinnis és una espècie de peix de la família dels esciènids i de l'ordre dels perciformes.

## Morfologia
- Els mascles poden assolir 90 cm de longitud total.[4][5]

## Alimentació
Menja gambes, peixos, mol·luscs, crustacis i cucs.

## Hàbitat
És un peix de clima tropical i bentopelàgic que viu fins als 30 m de fondària.

## Distribució geogràfica
Es troba a l'oceà Pacífic oriental: des del Golf de Califòrnia fins al Perú.

## Ús comercial
És comú als mercats locals.

## Observacions
És inofensiu per als humans.